# GT International Tower
La GT International Tower est un gratte-ciel de bureaux de 217 mètres de hauteur construit de 2001 à 2002 à Makati une ville de la banlieue de Manille. Fin 2009 c'était le deuxième plus haut gratte-ciel des Philippines.
Le propriétaire de l'immeuble est George Ty l'un des hommes les plus riches des Philippines, les initiales de son nom (GT) correspondent au nom de l'immeuble dont l'un des principaux occupant est la MetroBank.
La surface de plancher de l'immeuble est de 45 000 m2 desservis par 15 ascenseurs.
Les architectes sont l'agence américaine Kohn Pedersen Fox et les agences locales Recio Casas et GF Partners.
Au sommet de l'immeuble un aileron de 10 étages de hauteur marque la présence de la tour dans la skyline de Makati.